# Ob bregu (Maribor)
Ob bregu (deutsch: Am Ufer) ist der Name einer Uferstraße am linken Ufer der Drau im Stadtteil Koroška vrata, Maribor, Slowenien.

## Geschichte
Der alte Name für den Weg entlang der Drau in der Kärntner-Vorstadt war Mühlgasse, 1873 in Obere Ufergasse umbenannt und 1876 in Uferstraße umbenannt. Ab 1919 wurde die slowenische Form Ob bregu (wörtlich am Ufer/entlang des Ufers) geändert. Nach der deutschen Besetzung 1941 wurde sie in Uferstraße umbenannt und im Mai 1945 erhielt sie wieder den slowenischen Namen Ob bregu.
Entlang dieser Straße an der Drau befanden sich vier Schifffahrtsmühlen. Am Ende des 20. Jahrhunderts wurde die letzte von ihnen in eine Metzgerei umgewandelt. Nach dem Zusammenbruch der Militärschwimmschule, die sich Mitte des 19. Jahrhunderts auf zwei Schiffen am rechten Drauufer unter der Eisenbahnbrücke befand, ließ die Stadtgemeinde 1887 entlang dieser Straße ein Badehaus errichten und verpachtete es 1891. Mehr als 30 Jahre lang war das städtische Schwimmbad in der Drau in Betrieb.

## Lage
Die Straße beginnt am linken Drau-Ufer im südöstlichen Teil des Stadtbezirks Koroška vrata, wo die Straße Strma ulica und die Fußgängerbrücke Studenška brv auf das Flussufer treffen. Sie verläuft entlang der Drau nach Osten bis Grenze des Stadtbezirks Center am Zusammentreffen von Pristan und Pristaniška ulica.

## Abzweigende Straße
Ribiška ulica